# Svjetsko prvenstvo u alpskom skijanju
Svjetska prvenstvo u alpskom skijanju održavaju se u organizaciji Međunarodne skijaške federacija (FIS).
Prva svjetska prvenstva u alpskom skijanju održana su 1931. godine. Sve do 1939., prvenstvo se održavalo svake godine, sve do prekida izazvanog izbijanjem Drugog svjetskog rata. Od 1948. do 1982. natjecanje se održavalo svake dvije godine, sa Zimskim olimpijskim igrama kao Svjetskim prvenstvima u olimpijskim godinama, te posebnim natjecanjima održavanim svake parne godine. Za vrijeme olimpijskih godina dodjeljivale su se posebne medalje Svjetskih prvenstava za kombinaciju koristeći rezultate slaloma i spusta, s obzirom na to da kombinacija nije postala službeno olimpijsko natjecanje sve do 1988. Od 1985. Svjetska prvenstva se održavaju svake neparne godine, nezavisno od Zimskih olimpijskih igara. Nedostatak snijega u južnoj Španjolskoj 1995. godine, izazvao je odgađanje Svjetskog prvenstva do sljedeće godine.

## Vanjske poveznice
- FIS-ski.com  Arhivirana inačica izvorne stranice od 14. veljače 2005. (Wayback Machine) - official results for the FIS Alpine World Ski Championships